# Élections municipales québécoises de 1993
Les élections municipales québécoises de 1993 sont les scrutins tenus le 7 novembre 1993 dans certaines municipalités du Québec. Elles permettent de déterminer les maires et/ou les conseillers de ces municipalités.
Les élections ont notamment lieu à Québec.